# Адельхиз

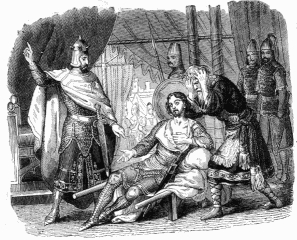
Адельхиз после разгрома

Адельхиз (Адальхиз; Adalgis; умер после 788 года) — сын и соправитель последнего короля Ломбардии Дезидерия.

## Биография
С августа 759 года Адельхиз был соправителем своего отца и начальником отдельного отряда войск. Был женат на сестре Карла Великого.
После вторжения армии Карла Великого, разбившей его отца в битве при Павии в марте 774 году, Адельхиз бежал в Византию (775), где получил титул патрикия.
Он надеялся вернуть ломбардский трон с помощью императрицы Ирины и с этой целью в 788 году высадился в Калабрии. Адельхиза сопровождал византийский экспедиционный корпус, возглавляемый сакелларием и логофетом Иоанном, к которому присоединились войска патрикия Феодора из Сицилии. Византийцы потерпели поражение от коалиции вассалов правителя франков в составе нового герцога Беневенто Гримоальда III, герцога Сполето Гильдепранда и королевского эмиссара Винигиза. После разгрома Адельгиз бежал в Константинополь, где и умер.

## Образ Адельхиса в литературе
В 1822 году Алессандро Мандзони написал трагедию в стихах «Адельхис» (итал. Adelchi).